# Ophiothrix rotata
Ophiothrix rotata is een slangster uit de familie Ophiotrichidae.
De wetenschappelijke naam van de soort werd in 1870 gepubliceerd door Carl Eduard von Martens.